# Festival d'Angoulême 1974
La première édition du Salon international de la bande dessinée d'Angoulême se déroule du 25 au 27 janvier 1974. Cette première est un succès, avec plus de 10 000 visiteurs. Organisé en quelques semaines, le festival reste sous l'influence de son modèle, le festival de bande dessinée de Lucques, qui prête de nombreuses expositions et dont les organisateurs sont tous membres du jury.
Le Grand Prix de la ville d'Angoulême est remis au Belge André Franquin, auteur emblématique de Spirou et Fantasio et créateur de Gaston Lagaffe.

## Déroulement du festival

### Préparation
Depuis 1969, l'Angoumoisin Francis Groux avait organisé plusieurs manifestations liées à la bande dessinée dans la région d'Angoulême. Élu conseiller municipal en 1971, il se retrouve chargé avec Jean Mardikian de la politique culturelle de la commune. Après avoir fait venir Claude Moliterni en juin 1972 pour une conférence dans le cadre d'un festival d'arts vivants, ils organisent avec lui en novembre 1972 une « Quinzaine de la bande dessinée » où plusieurs auteurs célèbres (de Franquin à Gotlib) viennent dédicacer au musée d'Angoulême les jeudi et samedi. Face au succès public et aux réactions positives des auteurs, Groux suggère à Moliterni de mettre en place à Angoulême un festival inspiré par celui de Lucques, que Moliterni avait co-fondé en 1965 et qui était alors le principal festival de bande dessinée d'Europe. Moliterni accepte et fait inviter Groux et Mardikian à l'édition suivante du festival de Lucques, prévue pour le début de l'automne 1973. Bien qu'entre temps des passionnés regroupés derrière Jean-Paul Tibéri aient organisé à Toulouse le premier Salon national de la bande dessinée, Groux et Mardikian se rendent bien à Lucques où ils obtiennent des responsables du festival l'autorisation d'en fonder un à Angoulême sur le modèle du leur.

### Auteurs et personnalités présentes
- Hugo Pratt dessine l'affiche du festival.
- Présence de Harvey Kurtzman et Burne Hogarth.
- L'évènement est couvert par Paris Match dont le journaliste manque sans doute un peu de repères dans le domaine, puisque l'article final ne parle que de Burne Hogarth, créateur de Tarzan en bandes dessinées.

## Palmarès

### Jury
Le jury décernant les prix est composé des critiques français Jean-Pierre Dionnet, Pierre Pascal, Henri Filippini ainsi que des membres du jury du festival de Lucques : André Leborgne (Belgique), David Pascal (États-Unis), Luis Gasca (Espagne), Vasco Granja (Portugal), Rainaldo Traini (Italie) et Ervin Rustemagic (Yougoslavie). Francis Groux (France) en est le secrétaire.

### Lauréats
Le jury remet six prix à des auteurs et deux à des maisons d'éditions.
- Grand prix :  André Franquin
- Prix du dessinateur français : Alexis (Dominique Vallet dit)
- Prix du scénariste français : Godard
- Prix de l'éditeur français : Jacques Glénat
- Prix du dessinateur étranger :  Victor de la Fuente
- Prix du scénariste étranger :  Roy Thomas
- Prix de l'éditeur étranger :  National Lampoon
- Prix de l'espoir de la BD:  Alfredo Chiappori

### Autres prix remis lors du festival
- Prix Cognac / Sud-Ouest (décerné par vote des lecteurs du quotidien Sud-Ouest) :  Hergé et Albert Uderzo premiers prix ex æquo, devant Arnal, Peyo, Morris et Greg. Ils reçoivent des magnums de cognac[9].

## Documentation
- Nicolas Albert, « Angoulême dans le retro : la genèse d’un monument », sur Case départ, 19 avril 2012 (consulté le 19 janvier 2016).
- Nicolas Albert, « Case Départ raconte Angoulême: 1974, le succès populaire au rendez-vous », sur Case départ, 26 avril 2012 (consulté le 19 janvier 2016).
- Hervé Cannet (dir.) (préf. Will Eisner), Le Grand 20e, Angoulême, La Charente libre, 1992, p. 4-29 et 218
- Thierry Groensteen, Primé à Angoulême : 30 ans de bandes dessinées à travers le palmarès du festival, Angoulême, Éditions de l'An 2, 2003, 103 p. (ISBN 2-84856-003-7)
- Francis Groux (préf. Thierry Groensteen, ill. Jean Claval et Kkrist Mirror), Au coin de ma mémoire, Montrouge, PLG, coll. « Mémoire vive », 2011, 207 p. (ISBN 978-2-917837-09-2)
- Pierre Pascal, BD Passion : dessins de Danard et Pierre, Bordeaux, Les Dossiers d'Aquitaine, 1993, 142 p. (ISBN 2-905212-15-2, lire en ligne).